# Елизавета Австрийская (1526—1545)
Елизавета Габсбург (нем. Elisabeth von Österreich, пол. Elżbieta Habsburżanka; 9 июля 1526, Линц, Эрцгерцогство Австрия, Священная Римская империя — 15 июня 1545, Вильна, Великое княжество Литовское или Вильна) — королева Речи Посполитой из рода Габсбургов, супруга короля Сигизмунда II Августа.

## Биография
Елизавета Австрийская была дочерью императора Священной Римской империи Фердинанда I и его супруги, Анны Богемской. Уже вскоре после своего рождения Елизавета была обещана в жёны королю Польши, Сигизмунду II Августу. Свадьба их состоялась 5 мая 1543 года, когда невесте было всего 16 лет.
Приехав в Польшу, Елизавета оказалась втянутой в борьбу сторонников и противников сближения с Габсбургами при польском дворе. Неприязненные отношения у неё сложились со своей свекровью, Боной Сфорца, а позднее и супруг стал избегать её близости — предположительно потому, что Елизавета страдала эпилепсией.
Ожидаемое в Вене и Кракове в связи с этим бракосочетанием сближение между державами Габсбургов и Ягеллонов не произошло. Отношение к австрийской принцессе при польском дворе было исключительно недружелюбным. Осенью 1544 года Елизавета вместе с королём выезжает в Литву. Незадолго до своего 19-летия она скончалась. Детей в этом браке не было; впоследствии Сигизмунд II Август ещё дважды женился, однако умер, так и не оставив после себя законного наследника. В 1553—1572 годы женой Сигизмунда II Августа была сестра Елизаветы, Екатерина Габсбург.